# デリック・ジョーンズ・ジュニア
デリック・ラブレント・ジョーンズ・ジュニア（Derrick Labrent Jones Jr., 1997年2月15日 - ）は、アメリカ合衆国ペンシルベニア州チェスター出身のプロバスケットボール選手。NBAのロサンゼルス・クリッパーズに所属している。ポジションはスモールフォワードまたはパワーフォワード。
あだ名は、DJJ。また、彼のプレースタイルからジェットやFlight god(飛行神)などは、デリック・ジョーンズjrの類まれの身体能力とスピード感あふれるプレーを表す象徴的なニックネームです。

## 経歴

### カレッジ
UNLVで1年間プレーし、2016年のNBAドラフトにアーリーエントリーしたが、どこからも指名されなかった。ドラフト後のサマーリーグにサクラメント・キングスの一員として参加する予定だったが、怪我のため1試合もプレーできなかった。アピールに失敗したジョーンズだったが、それでも高いポテンシャルを見込んだフェニックス・サンズとのトレーニングキャンプの契約にこぎつけ、その後サンズと正式に契約した。

### フェニックス・サンズ
2016年11月16日のフィラデルフィア・76ers戦でNBAデビューを果たしたが、シーズンのほとんどをGリーグで過ごし、NBAでの試合出場は32試合にとどまった。
2017-18シーズンはさらに出場機会が減少し、2017年12月12日に解雇された。

### マイアミ・ヒート
2017年12月31日にマイアミ・ヒートとツーウェイ契約を結んだ。ヒートではある程度の出場機会を得た。2018年7月1日にヒートと正式契約を結んだ。
2018-19シーズンはキャリアハイの60試合に出場するなど飛躍した。
2019-20シーズンはNBAスラムダンクコンテストに出場。決勝まで勝ち進み、決勝で優勝の大本命とされていたアーロン・ゴードンと対戦。互いに譲らず50点満点の応酬が続き、延長戦に突入。そして2度目の延長戦でジョーンズのレーンアップが48点に終わると、ゴードンは身長229cmのタッコ・フォールを飛び越えダンクを決める驚愕のパフォーマンスを披露。会場中がゴードンの勝利を確信していたが、このダンクが47点に終わり、ジョーンズの優勝となった。この判定は物議を醸し、優勝が決まったジョーンズも一部のファンからブーイングを浴びた。

### ポートランド・トレイルブレイザーズ
2020年11月21日にポートランド・トレイルブレイザーズと2年総額1,900万ドルの契約を結んだ。

### シカゴ・ブルズ
2021年8月28日に3チーム間のトレードでシカゴ・ブルズへ移籍した。
2022年7月6にブルズと2年総額660万ドルで再契約した。2年目はプレイヤーオプションとなる。
2022-23シーズン終了後にプレイヤーオプションを破棄し、FAとなった。

### ダラス・マーベリックス
2023年8月19日にダラス・マーベリックスと800万ドルの単年契約を結んだ。2023年12月26日、古巣フェニックス・サンズでキャリアハイの30得点5リバウンド2アシストを記録した。この年のマーベリックスをNBAファイナルまで導く要因にもなった。　　　　　　　　
2024年5月19日のサンダー戦ににて、プレーオフ自己最多の22得点を記録する。

### ロサンゼルス・クリッパーズ
2024年7月10日にロサンゼルス・クリッパーズと3年総額3,000万ドルの契約を結んだ。また、チームは第5シードでプレーオフに出場するが、デンバー・ナゲッツに3−4でチームは惜しくも敗れてしまう。

## 個人成績

### NBA

#### レギュラーシーズン
| シーズン | チーム | GP  | GS  | MPG  | FG%  | 3P%  | FT%  | RPG | APG | SPG | BPG | PPG  |
| -------- | ------ | --- | --- | ---- | ---- | ---- | ---- | --- | --- | --- | --- | ---- |
| 2016–17  | PHX    | 32  | 8   | 17.0 | .562 | .273 | .707 | 2.5 | .4  | .4  | .4  | 5.3  |
| 2017–18  | PHX    | 6   | 0   | 5.5  | .500 | .000 | .833 | .7  | .5  | .2  | .7  | 1.5  |
| 2017–18  | MIA    | 14  | 8   | 15.1 | .388 | .188 | .611 | 2.4 | .4  | .2  | .6  | 3.7  |
| 2018–19  | MIA    | 60  | 14  | 19.2 | .494 | .308 | .607 | 4.0 | .6  | .8  | .7  | 7.0  |
| 2019–20  | MIA    | 59  | 16  | 23.3 | .527 | .280 | .772 | 3.9 | 1.1 | 1.0 | .6  | 8.5  |
| 2020–21  | POR    | 58  | 43  | 22.7 | .484 | .316 | .648 | 3.5 | .8  | .6  | .9  | 6.8  |
| 2021–22  | CHI    | 51  | 8   | 17.6 | .538 | .328 | .800 | 3.3 | .6  | .5  | .6  | 5.6  |
| 2022–23  | CHI    | 64  | 0   | 14.0 | .500 | .338 | .738 | 2.4 | .5  | .5  | .6  | 5.0  |
| 2023–24  | DAL    | 76  | 66  | 23.5 | .483 | .343 | .713 | 3.3 | 1.0 | .7  | .7  | 8.6  |
| 2024–25  | LAC    | 77  | 55  | 24.3 | .526 | .356 | .703 | 3.4 | .8  | 1.0 | .4  | 10.1 |
| 通算     | 通算   | 497 | 218 | 20.3 | .507 | .325 | .706 | 3.3 | .7  | .7  | .6  | 7.2  |

### プレーオフ
| シーズン | チーム | GP | GS | MPG  | FG%  | 3P%  | FT%  | RPG | APG | SPG | BPG | PPG |
| -------- | ------ | -- | -- | ---- | ---- | ---- | ---- | --- | --- | --- | --- | --- |
| 2020     | MIA    | 15 | 0  | 6.5  | .471 | .444 | .400 | .8  | .5  | .4  | .3  | 1.5 |
| 2021     | POR    | 2  | 0  | 5.0  | .400 | .000 | ---  | .0  | .0  | .5  | .0  | 2.0 |
| 2022     | CHI    | 5  | 0  | 11.8 | .412 | .273 | .667 | 1.4 | .4  | .2  | .0  | 3.8 |
| 2024     | DAL    | 22 | 22 | 29.4 | .481 | .369 | .733 | 3.5 | 1.2 | .5  | 1.0 | 9.1 |
| 2025     | LAC    | 7  | 1  | 18.4 | .438 | .300 | .375 | 1.9 | .3  | .6  | 1.3 | 7.3 |
| 通算     | 通算   | 51 | 23 | 18.5 | .466 | .346 | .630 | 2.1 | .7  | .5  | .7  | 5.8 |

### カレッジ
| シーズン | チーム | GP | GS | MPG  | FG%  | 3P%  | FT%  | RPG | APG | SPG | BPG | PPG  |
| -------- | ------ | -- | -- | ---- | ---- | ---- | ---- | --- | --- | --- | --- | ---- |
| 2015–16  | UNLV   | 30 | 15 | 21.5 | .589 | .205 | .594 | 4.5 | .8  | .9  | 1.3 | 11.5 |